# Ảnh hưởng sức khỏe của sô cô la

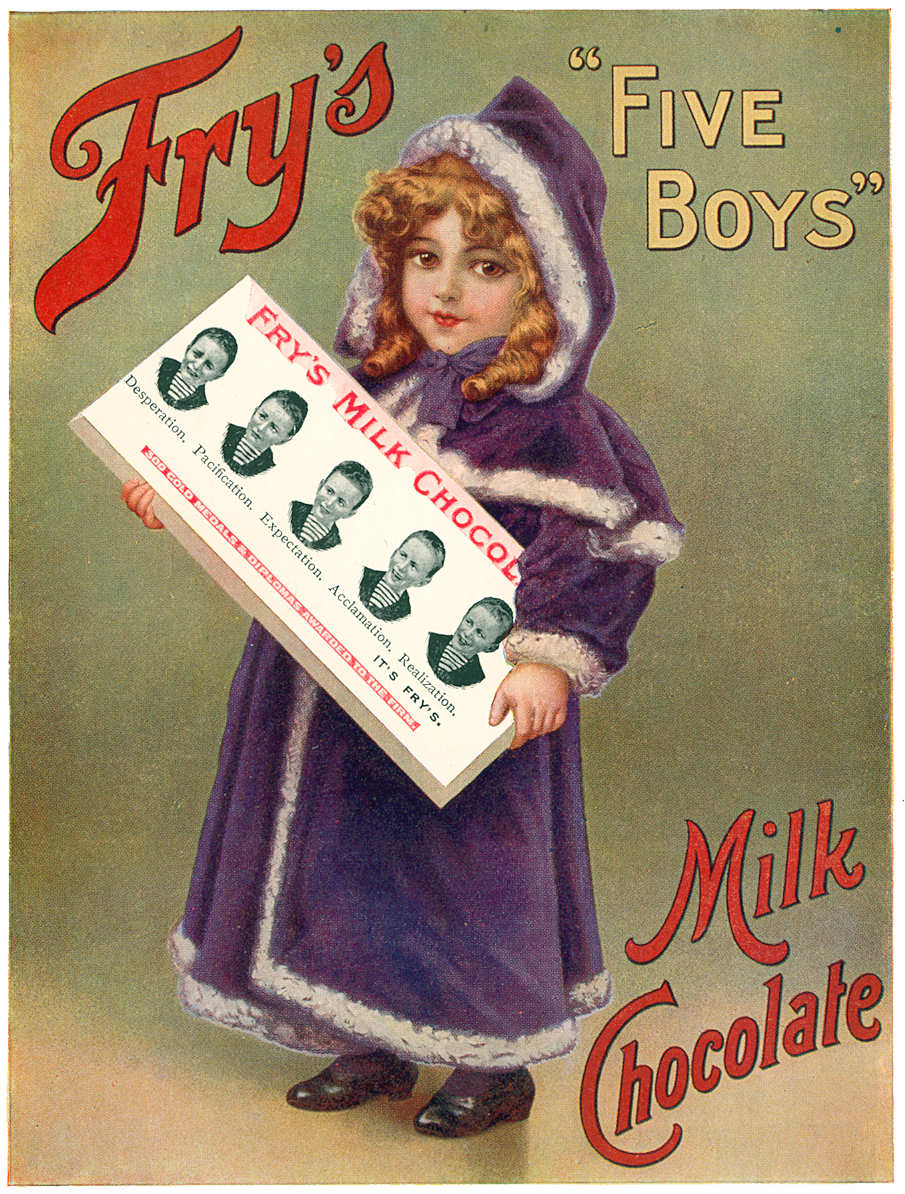
"Desperation, Pacification, Expectation, Acclamation, Realization, It's Fry's." Quảng cáo cho sô-cô-la sữa Fry’s 'Five Boys'

Ảnh hưởng sức khỏe của sô-cô-la là những ảnh hưởng có lợi hoặc bất lợi của việc ăn vào sô-cô-la đối với sức khỏe.
Tiêu thụ không giới hạn lượng lớn bất kỳ thực phẩm giàu năng lượng nào, chẳng hạn như sô-cô-la, mà không có sự gia tăng tương ứng trong hoạt động, cũng sẽ làm tăng nguy cơ béo phì. sô-cô-la thô giàu bơ ca cao, chất béo được loại ra trong quá trình tinh chế sô-cô-la, nhưng sau đó lại được thêm vào với tỷ lệ nhất định trong quá trình sản xuất. Và chất béo, đường, sữa bột khác cũng có thể được thêm vào.
Dù nhiều nghiên cứu đã được tiến hành để đánh giá những lợi ích mang lại cho sức khỏe của việc tiêu thụ sô-cô-la, nhưng vẫn chưa thể xác nhận được bất kỳ ảnh hưởng nào, cũng như không có cơ quan y tế hay quy định nào chứng nhận những ảnh hưởng sức khỏe đó.

## Nghiên cứu

### Mụn trứng cá
Không đủ bằng chứng tổng thể cho mối quan hệ giữa tiêu thụ sô-cô-la và mụn trứng cá. Một nghiên cứu sơ bộ đã kết luận, ở những người đàn ông dễ bị mụn trứng cá, thì việc ăn sô-cô-la sẽ làm tăng mức độ nghiêm trọng của mụn trứng cá. Các nghiên cứu khác không chỉ điểm thẳng sô-cô-la, mà nói chung về một số loại thực phẩm làm tăng đường huyết như đường, Si-rô ngô.., là nguyên nhân tiềm tàng gây ra mụn trứng cá, đi cùng với các yếu tố trong chế độ ăn uống khác.

### Nghiện
Thực phẩm, bao gồm cả sô-cô-la, thường được cho là không gây nghiện. Tuy nhiên ở một số người, vẫn xảy ra sự thèm muốn sô-cô-la, và họ được mệnh danh là chocoholic (những kẻ nghiện ăn sô-cô-la).

### Tình dục
Đã có tuyên bố rằng sô-cô-la gây kích thích tình dục, nhưng không có nghiên cứu sâu nào để chứng minh tác dụng này. Không có bằng chứng rõ ràng chất kích thích như phenylethylamine có trong sô-cô-la đã làm tăng PEA trong não.

### Tim và mạch máu
Tiêu thụ các sản phẩm ca cao có những hiệu quả ngắn hạn trong việc hạ huyết áp, nhưng không có bằng chứng cho lợi ích sức khỏe tim mạch lâu dài. Trong khi tiêu thụ hàng ngày flavanol ca cao (tối thiểu 200 mg) dường như có lợi cho chức năng tiểu cầu và mạch máu, nhưng vẫn không đủ bằng chứng hỗ trợ những ảnh hưởng này lên tình trạng đau tim hoặc đột quỵ.

### Chất kích thích
Sô-cô-la chứa caffeine và theobromine, cả hai điều là chất kích thích nhẹ. 

### Tăng cân
Ảnh hưởng của sô-cô-la lên trọng lượng cơ thể là không rõ ràng. Có một mối lo ngại rằng việc tiêu thụ quá nhiều sô-cô-la có thể làm tăng cao lượng calo và gây tăng cân, là yếu tố nguy cơ cho nhiều bệnh tật, bao gồm cả bệnh tim mạch. Hệ quả là việc tiêu thụ một lượng lớn sô-cô-la đen trong nỗ lực chống lại bệnh tim mạch thì cũng lại bổ sung quá nhiều calo và gây tăng cân.